# Brechelser Floß
Das Brechelser Floß ist ein knapp eineinhalb Kilometer langer rechter und nordöstlicher Zufluss der Gersprenz im hessischen Landkreis Darmstadt-Dieburg.

## Geographie

### Verlauf
Das Brechelser Floß entspringt im Odenwald auf einer Höhe von etwa 219 m ü. NHN westlich des Groß-Bieberauer Weilers Hippelsbach.
Es fließt Richtung Südwesten und mündet südöstlich von Groß-Bieberau auf einer Höhe von ungefähr 166 m ü. NHN von rechts in die Gersprenz.
Sein etwa 1,4 km langer Lauf endet ungefähr 166 Höhenmeter unterhalb seiner Quelle, er hat somit ein mittleres Sohlgefälle von etwa 38 ‰.

### Flusssystem Gersprenz
- Fließgewässer im Flusssystem Gersprenz